# Втрати батальйону «ОУН»
У статті описано деталі загибелі бійців батальйоу «ОУН».
- Юрга Андрій Володимирович («Давид»), загинув 23 листопада 2014 року.
- Сусло Михайло Миколайович («Слідопит»), загинув 26 березня 2015 року.
- Богачов Олег Олексійович («Ківі»), загинув 13 квітня 2015 року.
- Пугачов Олег Валентинович («Слід»), загинув 20 квітня 2015 року.
- Афанасьєв Дмитро Володимирович («Лимон»), загинув 4 травня 2015 року.
- Горбенко Артемій Вікторович («Білий»), солдат, командир відділення, загинув 13 жовтня 2015 року.
- Гаркавенко Анатолій Олександрович («Морячок»), 30 січня 2016, бої за Авдіївку.
- Коваль Юрій Геннадійович («Директор»), старший сержант, командир відділення, загинув 29 липня 2016 року[1].
- Сірченко Андрій Володимирович («Примус»), загинув 17 лютого 2017 року.
- Рудник Микола Андрійович, 4 лютого 2019, заступник командира батальйону[2]
- Козлишин Тарас Миколайович; 26 лютого 2022